# Khosro Heydari
Khosro Heydari (Perzisch: خسرو حیدری Teheran, 14 september 1983) is een Iraanse voetballer die onder contract staat bij Esteghlal FC.

## Clubcarrière
Na zijn goede prestaties bij Pas kreeg hij een contract aangeboden bij Esteghlal, waarmee hij in het seizoen 2008/2009 de landstitel won. In 2010 vertrok hij naar Sepahan, waar hij opnieuw de landstitel won. Een jaar later, op 23 juli, keerde hij echter weer terug bij Esteghlal, waar hij een contract voor twee jaar kreeg. Hij won met zijn club de Hazfi Cup en een seizoen later veroverde hij wederom de landstitel. Op 7 juli 2013 verlengde hij zijn contract met een jaar.

## Interlandcarrière
Heydari nam met het Iraans voetbalelftal onder 23 deel aan de Aziatische Spelen 2006, waar het de halve finale bereikte. Hij werd opgenomen in de Iraanse selectie voor de West Asian Football Federation Championship 2007. Op 20 juni maakte hij zijn debuut in een groepswedstrijd tegen Palestina, die met 2-0 werd gewonnen. Het toernooi werd gewonnen door Iran door in de finale Irak met 1-2 te verslaan. Heydari was actief in zowel het kwalificatietoernooi voor het Wereldkampioenschap voetbal 2010 als voor het Wereldkampioenschap voetbal 2014.

## Erelijst
Esteghlal FC
- Iran Pro League

2008/09, 2012/13
- Hazfi Cup

2011/12
 Sepahan FC
- Iran Pro League

2010/11